# Bactris vulgaris
Bactris vulgaris es una especie de palma o palmera del género Bactris de la familia de las palmeras (Arecaceae).  Habita en regiones cálidas del centro de América del Sur, siendo endémica del este del Brasil, donde es denominada comúnmente airi-mirim, tucum y tucum-preto.

## Distribución y hábitat
Esta palmera es un endemismo del este-sudeste del Brasil, desde los estados de Bahía y Espírito Santo por el norte siguiendo hacia el sur por los de Río de Janeiro y São Paulo hasta el de Paraná.
Habita en altitudes inferiores a los 700 m s. n. m., en terrenos bajos pero no inundables, dentro de la mata atlántica.

## Taxonomía y características
Esta especie fue descrita originalmente en el año 1879 por el botánico brasileño João Barbosa Rodrigues.
Etimología
Ver: Bactris
El nombre específico vulgaris proviene de la palabra en latín que significa 'común'.

### Características
Es una palma pequeña y espinosa en el peciolo y raquis. Presenta estípites delgados, de 2 a 3,5 cm de diámetro y de 1 a 3 metros de alto. Sus frutos son dulces y muy buscados por la fauna silvestre. Son de un diámetro de entre 18 a 24 mm y de coloración purpúrea. Los produce entre diciembre y febrero. Germinarían luego de 3 meses.